# Reinhard Dörner
Reinhard Dörner (* 14. März 1961 in Wiesbaden) ist ein deutscher Physiker.

## Leben
Dörner besuchte bis 1981 das Elly-Heuss-Gymnasium in Wiesbaden. Im Anschluss studierte er Physik und Philosophie in Frankfurt am Main und Aachen. 1988 beendete Dörner sein Diplomstudium in Physik und promovierte 1991 zum Thema "Dynamik der Einfach- und Doppelionisation von Helium in schnellen Protonenstößen". Nach seiner Promotionszeit forschte er von 1995 bis 1998 am Lawrence Berkeley National Laboratory als Feodor Lynen Fellow und später als Stipendiat der Deutschen Forschungsgemeinschaft. 1998 habilitierte sich Dörner zum Thema "Impulsraumimaging von atomarer Mehrteilchenreaktionsdynamik" und wurde im Folgenden Gastprofessor für Physik an der Johann Wolfgang Goethe-Universität Frankfurt am Main und war Stipendiat im Rahmen des Heisenberg-Programms der Deutschen Forschungsgemeinschaft. 2002 erhielt er einen Ruf der Johann Wolfgang Goethe-Universität Frankfurt am Main und ist seit dem dort Professor für experimentelle Atomphysik.
Dörner ist verheiratet und hat eine Tochter.

## Wissenschaftliche Schwerpunkte
Dörner ist auf dem Gebiet der experimentellen Atom- und Molekülphysik tätig. Insbesondere untersucht er die dynamischen Zusammenhänge zwischen Elektronen und Kernen durch Ion/Atom-Stöße und den Einsatz von Synchrotronstrahlung und starken Laserfeldern.
Dörner ist neben Horst Schmidt-Böcking und Joachim Ullrich einer der Mitbegründer der Cold Target Recoil Ion Momentum Spectroscopy (COLTRIMS) Messmethode, die es erlaubt, atomare Vielteilchendynamik durch koinzidente Messung von Reaktionsfragmenten zu untersuchen. Die COLTRIMS-Technik wird oftmals auch als Reaktionsmikroskop bezeichnet. Für seine Beiträge zur Entwicklung dieser Messmethode erhielt er 2015 zusammen mit Robert Moshammer den Robert-Wichard-Pohl-Preis der Deutschen Physikalischen Gesellschaft.

## Auszeichnungen
- Feodor Lynen Fellow der Alexander von Humboldt-Stiftung
- Stipendiat der Friedrich-Ebert-Stiftung
- Stipendiat des Heisenberg-Programms der Deutschen Forschungsgemeinschaft
- Adolf Messer Wissenschaftspreis
- 2013: Ehrenprofessor der East China Normal University
- 2013: Scientist of the Year 2013 der Kassel-Stiftung und Johann Wolfgang Goethe-Universität Frankfurt am Main[2]
- 2015: Robert-Wichard-Pohl-Preis der Deutschen Physikalischen Gesellschaft[1]
- 2016: Helmholtz-Preis für Metrologie
- 2024: Advanced Grant des Europäischen Forschungsrates (ERC) für das Projekt „Timing-Free Phase: Phase, Zeit und Korrelationen in freien Elektronenwellenpaketen“[3]

Er war bzw. ist
- Mitglied des ASTRID User Selection Panel (2001–2012)
- Mitglied des BESSY Scientific Selection Panel (2009–2013)
- Mitglied des SOLEIL Peer Review Committee (seit 2010)
- Elected Forum Member der Deutschen Forschungsgemeinschaft (DFG) (seit 2012)
- European Physical Society: AMPD Board Member (seit 2013)
- Mitglied des Advisory Panel Scientific Report der Nature Publishing Group
- Mitglied des Editorial Boards von Physical Review Letters